# دابلیو. بی. میسون
دابلیو. بی. میسون یک شرکت آمریکایی محصولات تجاری است که دفتر مرکزی آن در براکتون، ماساچوست است . این شرکت به خاطر وسایل نقلیۀ رنگارنگی که به هنگام تحویل استفاده می‌کند، شناخته شده است.
این شرکت در سال ۱۸۹۷ تاسیس شد و شروع به فروش تمبرهای لاستیکی و شابلون های صنعت کفش براکتون کرد. از آن زمان به بعد فعالیتش به لوازم اداری ، محصولات بهداشتی و بهداشتی، حمل و نقل و مواد بسته بندی، لوازم اتاق استراحت و قهوه، محصولات خدمات غذایی، چاپ سفارشی و سایر لوازم تجاری گسترش یافته است.
دابلیو. بی. میسون بیش از ۶۰ مرکز توزیع دارد و بیش از ۱۰۰۰ کامیون تحویل را از رایدر اجاره می‌کند و به بیش از ۳۰۰٬۰۰۰ تجارت در سراسر ایالات متحده خدمات ارائه می‌دهد.  